# Pau de Sint-Truiden
La Pau de Sint-Truiden és un tractat que va signar-se el 22 de desembre de 1465 a Sint-Truiden després de la batalla de Montenaken entre el ducat de Borgonya i el Principat de Lieja.
Carles I de Borgonya que havia conduït les tropes al nom del duc, son pare Felip III de Borgonya va ocupar la ciutat de Sint-Truiden, de la qual imposa les seves condicions als Liegesos:
- Els representants dels tres estaments han de jurar fidelitat als ducs de Borgonya i acceptar les seves decisions.
- Els rebels i els seus caps són bandejats.
- El príncep-bisbe Lluís de Borbó és rehabilitat per una sentència del papa Pau II.
- El principat esdevé un protectorat de Borgonya.
- Les fortificacions del quarter Entre-Sambre-i-Mosa (Thuin, Fosses-la-Ville, Couvin i Châtelet) han de ser derrocades.
- Lieja ha de dissoldre el tract d'aliança amb França.
- Les estats de Lieja han de pagar als ducs de Borgonya un rescat de tres-cents i quatre mil florins per als danys de guerra.[1]

## El principat després del tractat
El tractat molt cínic no va pacificar la regió. Les revoltes contra l'ocupant van succeir-se amb punts àlgids com el setge de Sint-Truiden i la batalla de Brustem. Aquests van continuar quan Carles I succeeix al seu pare com duc fins que al 29 d'octubre de 1468 va incendiar tota la ciutat de Lieja. Segueix un període de carestia extrema. La indústria té dificultats per a redreçar-se, com que les guerres havien destruït les instal·lacions metal·lúrgiques de Lieja i els tallers del coure a Dinant. Hi ha fam, la producció de l'agricultura és molt baixa i la població pateix. Tot i això, els Borguinyons van continuar a exigir rescat. El règim i la política d'ocupació i d'annexió no són gaire populars.
Només el 19 de maig de 1477, Maria de Borgonya va abandonar els seus drets al territori de Lieja i va cedir-los als seu oncle Lluís de Borbó. A poc a poc, aquest va restaurar les drets i llibertats de la ciutat i del principat. El 1487, el seu successor, Joan d'Horne va ratificar aquesta restauració en signar la Pau de Sant Jaume.